# Natalie Grant

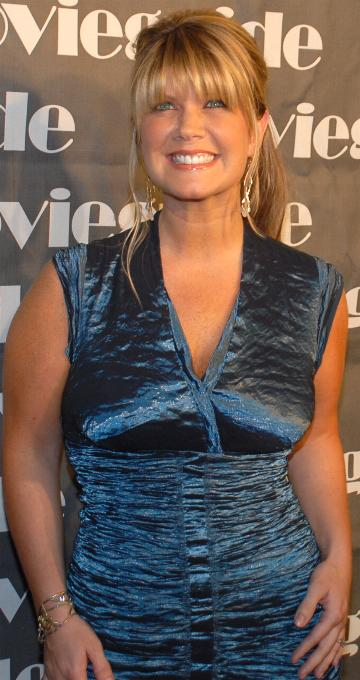
Natalie Grant (2008)

Natalie Grant (* 21. Dezember 1971 in Seattle, Washington) ist eine US-amerikanische Sängerin christlicher Musik.

## Karriere
Natalie Grant begann ihre Gesangskarriere in der aus Alabama stammenden Gospelband Truth. Mitte der 1990er startete sie eine Solokarriere in Nashville. Beim Label Benson Records erschien 1999 ihr nach ihr benanntes Debütalbum. Danach wechselte sie zu Pamplin Music, wo zwei Jahre später das Album Stronger erschien. Als das Label den Betrieb einstellte, wurde sie von Curb Records übernommen. Es dauerte aber bis zu ihrem fünften Album Awaken, bis sich der erste große Erfolg einstellte. 2005 kam sie damit auf Platz 3 der Top Christian Albums und auch in die offiziellen Albumcharts stieg sie ein und hielt sich dort über ein Vierteljahr. Für das Album erhielt sie eine Goldene Schallplatte. Zwei Songs des Albums, Held und What Are You Waiting For, kamen unter die Top 10 der Christian-Songs-Charts. Zum Jahresende veröffentlichte sie auch das Weihnachtsalbum Believe mit fünf Weihnachts-Hitsingles. Danach wurde sie bei den GMA Dove Award als Sängerin des Jahres ausgezeichnet.
Mit den Alben Relentless und Love Revolution konnte sie 2008 bzw. 2010 den Erfolg weiter steigern. Außerdem verteidigte sie bis 2009 ihren Titel als Sängerin des Jahres bei den Dove Awards. 2011 nahm sie den Song Alive für die Kompilation Music Inspired by the Story auf. Für die Darbietung erhielt sie erstmals auch eine Grammy-Nominierung und ihren fünften Dove Award. Zwei Jahre später erreichte Grant mit Hurricane erstmals Platz 1 der Christian-Albums-Charts und die Top 20 der US-Albumcharts. Das Album und der Titelsong brachten ihr drei weitere Grammy-Nominierungen 2014 bzw. 2015. Zwei Jahre später erschien ihr neuntes Studioalbum Be One, mit dem Grant erneut die Charts der christlichen Musik anführte. Das Lied King of the World war ihr achter Top-10-Hit bei den Christian Songs. Lied und Album brachten ihr Grammy-Nominierungen Nummer fünf und sechs.
Neben der Musik engagiert sich Natalie Grant auch gegen Menschenhandel. Sie ist Mitgründerin der Organisation Abolition International.

## Diskografie

### Studioalben
| Jahr | Titel           | Höchstplatzierung, Gesamtwochen, AuszeichnungChartplatzierungen (Jahr, Titel, Platzierungen, Wochen, Auszeichnungen, Anmerkungen) | Höchstplatzierung, Gesamtwochen, AuszeichnungChartplatzierungen (Jahr, Titel, Platzierungen, Wochen, Auszeichnungen, Anmerkungen) | Anmerkungen                                             |
| Jahr | Titel           | US | Christ | Anmerkungen                                             |
| ---- | --------------- | --- | --- | ------------------------------------------------------- |
| 1999 | Natalie Grant   | — | — | Erstveröffentlichung: 14. April 1999                    |
| 2001 | Stronger        | — | — | Erstveröffentlichung: 12. Juni 2001                     |
| 2003 | Deeper Life     | — | Christ25 (1 Wo.)Christ | Erstveröffentlichung: 11. Februar 2003                  |
| 2005 | Awaken          | US141 Gold · (16 Wo.)US | Christ3 (87 Wo.)Christ | Erstveröffentlichung: 22. März 2005 Verkäufe: + 500.000 |
| 2008 | Relentless      | US81 (16 Wo.)US | Christ2 (74 Wo.)Christ | Erstveröffentlichung: 12. Februar 2008                  |
| 2010 | Love Revolution | US32 (3 Wo.)US | Christ2 (40 Wo.)Christ | Erstveröffentlichung: 24. August 2010                   |
| 2013 | Hurricane       | US17 (4 Wo.)US | Christ1 (28 Wo.)Christ | Erstveröffentlichung: 15. Oktober 2013                  |
| 2015 | Be One          | US28 (1 Wo.)US | Christ1 (47 Wo.)Christ | Erstveröffentlichung: 13. November 2015                 |
| 2020 | No Stranger     | US13 (1 Wo.)US | Christ2 (1 Wo.)Christ | Erstveröffentlichung: 25. September 2020                |
| 2023 | Seasons         | — | Christ1 (2 Wo.)Christ | Erstveröffentlichung: 6. Oktober 2020                   |

### Livealben
- 2004: Worship with Natalie Grant and Friends

### Kompilationen
- 2008: Natalie Grant Collector’s Edition

### Weihnachtsalben
| Jahr | Titel   | Höchstplatzierung, Gesamtwochen, AuszeichnungChartsChartplatzierungen (Jahr, Titel, Platzierungen, Wochen, Auszeichnungen, Anmerkungen) | Anmerkungen                            |
| Jahr | Titel   | Christ | Anmerkungen                            |
| ---- | ------- | --- | -------------------------------------- |
| 2005 | Believe | Christ29 (6 Wo.)Christ | Erstveröffentlichung: 25. Oktober 2005 |

### Singles
| Jahr | Titel Album                           | Höchstplatzierung, Gesamtwochen, AuszeichnungChartsChartplatzierungen (Jahr, Titel, Album, Platzierungen, Wochen, Auszeichnungen, Anmerkungen) | Anmerkungen                                             |
| Jahr | Titel Album                           | Christ | Anmerkungen                                             |
| --- | ------------------------------------- | --- | ------------------------------------------------------- |
| 2004 | Live for Today Deeper Life            | Christ13 (26 Wo.)Christ |                                                         |
| 2005 | Held Awaken                           | Christ4 (36 Wo.)Christ |                                                         |
| 2006 | What Are You Waiting For Awaken       | Christ7 (20 Wo.)Christ |                                                         |
| 2006 | The Real Me Awaken                    | Christ18 (20 Wo.)Christ |                                                         |
| 2006 | Santa Claus Is Coming to Town Believe | Christ15 (6 Wo.)Christ |                                                         |
| 2006 | What Christmas Means to Me Believe    | Christ22 (3 Wo.)Christ |                                                         |
| 2006 | O Little Town of Bethlehem Believe    | Christ25 (3 Wo.)Christ |                                                         |
| 2006 | I Believe Believe                     | Christ28 (2 Wo.)Christ |                                                         |
| 2006 | Joy to the World Believe              | Christ33 (1 Wo.)Christ |                                                         |
| 2007 | In Better Hands Relentless            | Christ5 (31 Wo.)Christ |                                                         |
| 2008 | I Will Not Be Moved Relentless        | Christ4 (26 Wo.)Christ |                                                         |
| 2009 | Our Hope Endures Relentless           | Christ14 (19 Wo.)Christ |                                                         |
| 2009 | Perfect People Relentless             | Christ7 (20 Wo.)Christ |                                                         |
| 2010 | Greatness of Our God Love Revolution  | Christ31 (15 Wo.)Christ |                                                         |
| 2010 | Human Love Revolution                 | Christ22 (17 Wo.)Christ |                                                         |
| 2011 | Your Great Name Love Revolution       | Christ8 Gold · (30 Wo.)Christ | Verkäufe: + 500.000                                     |
| 2011 | Alive –                               | Christ19 (22 Wo.)Christ |                                                         |
| 2013 | Hurricane                             | Christ8 (22 Wo.)Christ |                                                         |
| 2014 | Closer to Your Heart Hurricane        | Christ25 (20 Wo.)Christ |                                                         |
| 2015 | Be One                                | Christ14 (26 Wo.)Christ |                                                         |
| 2016 | King of the World Be One              | Christ5 (33 Wo.)Christ |                                                         |
| 2017 | Clean Be One                          | Christ17 (26 Wo.)Christ |                                                         |
| 2018 | More Than Anything Be One             | Christ13 (26 Wo.)Christ |                                                         |
| 2018 | The Prayer –                          | Christ20 (5 Wo.)Christ | Erstveröffentlichung: 2. November 2018 mit Danny Gokey  |
| 2020 | My Weapon No Stranger                 | Christ25 (20 Wo.)Christ | Erstveröffentlichung: 21. Februar 2020                  |
| 2020 | Praise You in This Storm No Stranger  | Christ31 (1 Wo.)Christ | Erstveröffentlichung: 12. Juni 2020                     |
| 2020 | Face to Face No Stranger              | Christ30 (13 Wo.)Christ | Erstveröffentlichung: 10. Juli 2020                     |
| 2020 | You Will Be Found Seasons             | Christ10 (32 Wo.)Christ | Erstveröffentlichung: 16. Dezember 2022 mit Cory Asbury |
| Folgende Lieder erschienen nicht als Single, wurden aber durch das Album zum Download und Streaming bereitgestellt und konnten somit eine Platzierung erlangen: |                                       | |                                                         |
| |                                       | |                                                         |
| 2023 | In Christ Alone Seasons               | Christ31 (6 Wo.)Christ |                                                         |

Weitere Singles
- 2003: No Sign of It

### Gastbeiträge
| Jahr | Titel Album        | Höchstplatzierung, Gesamtwochen, AuszeichnungChartsChartplatzierungen (Jahr, Titel, Album, Platzierungen, Wochen, Auszeichnungen, Anmerkungen) | Anmerkungen                                                              |
| Jahr | Titel Album        | Christ | Anmerkungen                                                              |
| ---- | ------------------ | --- | ------------------------------------------------------------------------ |
| 2018 | Isn’t He (Jesus) – | Christ27 (2 Wo.)Christ | Erstveröffentlichung: 23. März 2018 The Belonging Co feat. Natalie Grant |
| 2019 | Even Louder –      | Christ35 (6 Wo.)Christ | Erstveröffentlichung: 26. April 2019 Steven Malcolm feat. Natalie Grant  |

## Auszeichnungen
- GMA Dove Award: Female Vocalist of the Year 2006, 2007, 2008, 2009, 2012[3]